# Villiers-en-Plaine
Villiers-en-Plaine ist eine französische Gemeinde mit 1.800 Einwohnern (Stand: 1. Januar 2022) im Département Deux-Sèvres in der Region Nouvelle-Aquitaine. Sie liegt im Arrondissement Niort und im Kanton Autize-Égray.

## Lage
Villiers-en-Plaine liegt etwa 69 Kilometer westsüdwestlich von Poitiers und etwa elf Kilometer nordnordwestlich von Niort.
Umgeben wird Villiers-en-Plaine von den Nachbargemeinden Ardin im Norden, Faye-sur-Ardin im Norden und Nordosten, Saint-Maxire im Osten, Saint-Rémy im Süden, Benet im Südwesten sowie Saint-Pompain im Westen.
Durch die Gemeinde führen die Autoroute A83 und die frühere Route nationale 744 (heutige D744).

## Bevölkerungsentwicklung
| Jahr                       | 1962 | 1968 | 1975 | 1982 | 1990 | 1999 | 2006 | 2012 | 2019 |
| Einwohner                  | 1024 | 996  | 979  | 1079 | 1153 | 1285 | 1520 | 1734 | 1793 |
| Quellen: Cassini und INSEE |      |      |      |      |      |      |      |      |      |

## Sehenswürdigkeiten

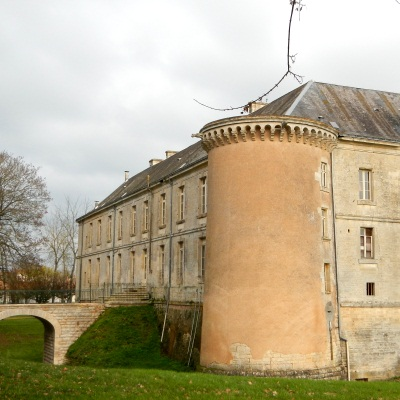
Schloss (heute Rathaus)

- Kirche Saint-Laurent
- Schloss